# AVI
AVI (siglas en inglés de Audio Video Interleave) es un formato contenedor de audio y video lanzado por Microsoft en 1992.

## Cómo funciona
El formato avi permite almacenar simultáneamente un flujo de datos de video y varios flujos de audio. El formato concreto de estos flujos no es objeto del formato AVI y es interpretado por un programa externo denominado códec. Es decir, el audio y el video contenidos en el AVI pueden estar en cualquier formato (AC3/DivX, o MP3/Xvid, entre otros). Por eso se le considera un formato contenedor.
Para que todos los flujos puedan ser reproducidos simultáneamente, es necesario que se almacenen de manera entrelazada (interleave). De esta manera, cada fragmento de archivo tiene suficiente información como para reproducir unos pocos fotogramas junto con el sonido correspondiente. 
Obsérvese que el formato AVI admite varios flujos de datos de audio, lo que en la práctica significa que puede contener varias bandas sonoras en varios idiomas. Es el reproductor multimedia quien decide cuál de estos flujos debe ser reproducido, según las preferencias del usuario.
Los archivos AVI se dividen en fragmentos bien diferenciados denominados chunks. Cada chunk tiene asociado un identificador denominado etiqueta FourCC. 
El primer fragmento se denomina cabecera y su papel es describir metainformación respecto al archivo, por ejemplo, las dimensiones de la imagen y la velocidad en fotogramas por segundo.
El segundo chunk contiene los flujos entrelazados de audio y video.

## Cómo se reproduce un archivo AVI
Para reproducir un archivo como AVI es necesario lo siguiente:
- Un reproductor de video capaz de interpretar el formato AVI.
- El códec de video para interpretar el flujo de video.
- El códec de audio para interpretar el flujo de audio.

La etiqueta FourCC permite identificar el códec necesario para interpretar un flujo de audio o video. Cada codec tiene asociados el conjunto de etiquetas que es capaz de reproducir. De esta manera, el reproductor de video es capaz de elegir el codec pertinente sin intervención del usuario.
El reproductor consecutivamente lee fragmentos del archivo de audio y música y sonidos AVI. Después separa cada uno de los flujos de audio y video que se encuentran entrelazados (interleave) en el archivo. Cada uno de estos flujos, una vez separados, se almacenan en un buffer de memoria y se pasan al codec correspondiente. El códec de video devuelve otro buffer que contiene cada uno de los fotogramas a reproducir. El códec de audio retorna otro buffer con la muestra digital de sonido a reproducir. Con esta información, el reproductor solamente tiene que sincronizar los fotogramas y el sonido y reproducirlos a la velocidad adecuada..
En el sistema operativo Mac OS es perfectamente posible visualizar archivos AVI, siempre que los codecs utilizados sean compatibles con quicktime, bien directamente o a través de plugins. Existen otros reproductores de archivos multimedia para esta plataforma que también permiten visualizar correctamente archivos AVI.